# Dong Ha
Dong Ha (vietnamsky Đông Hà) je hlavním městem provincie Quang Tri ve Vietnamu. Žije zde 82 000 obyvatel na ploše 72,96 km². Đông Hà bylo důležitým městem ve vietnamské válce, protože bylo nejsevernějším bodem Jižního Vietnamu.

## Externí odkazy

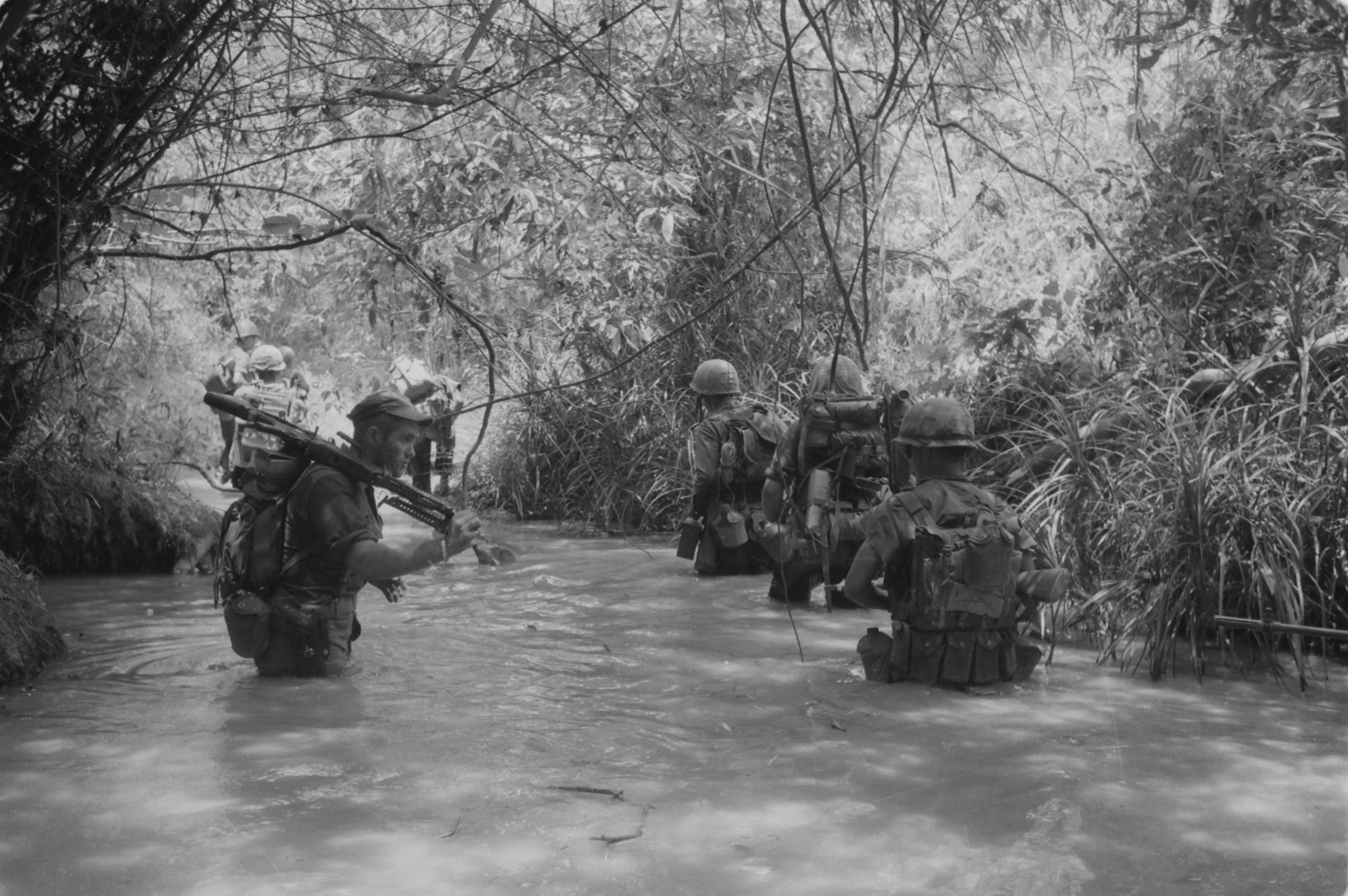
Válka ve Vietnamu - Dong Ha